# 모노아민 신경전달물질

도파민은 모노아민 신경전달물질 중 하나이다.

모노아민 신경전달물질(영어: monoamine neurotransmitter)은 방향족 고리(aromatic ring)와 아미노기(amino group)가 2개의 탄소 사슬(-CH2-CH2-)을 통해 연결된 구조를 갖는 신경전달물질 또는 호르몬을 말한다. 생체 내에서 모든 모노아민 신경전달물질은 페닐알라닌, 티로신, 트립토판과 같은 방향족 아미노산(aromatic amino acid)이나 티로신에서 유래된 호르몬인 갑상선호르몬으로부터 합성된다. 방향족 아미노산 탈카복실화효소(aromatic amino acid decarboxylase)는 이러한 과정을 촉매한다.

## 모노아민 신경전달물질의 계통
|                                                                    |
| 모노아민 신경전달물질들이 어떻게 관련되어 있는지를 보여주는 계통수 |

## 모노아민 신경전달물질의 예
- 카테콜아민(Catecholamine) : 도파민(dopamine, DA), 노르에피네프린(norepinephrine, NE), 에피네프린(epinephrine, E)
- 세로토닌(Serotonin, 5-HT)
- 멜라토닌(Melatonin)
- 히스타민(Histamine)

## 모노아민 수송체
모노아민의 종류에 따라 특정 모노아민 수송체(monoamine transporter)가 존재하여 세포 안팎으로 모노아민을 수송한다. 도파민 수송체(dopamine transporter, DAT), 세로토닌 수송체(SERT), 노르에피네프린 수송체 (NET) 등은 신경세포(neuron)의 시냅스막(synaptic membrane)에 존재하여 분비된 모노아민계 신경전달물질의 재흡수가 일어나도록 한다. 소포성 모노아민 수송체(vesicular monoamine transporter)는 세포내 소포막(synaptic vesicle)에 존재하여 세포내에서 합성된 모노아민을 소포 안으로 수송되게 한다.
프로작 등 항우울제로 효과적으로 사용되는 선택적 세로토닌 재흡수 억제제는 세로토닌 수송체의 기능을 억제하여 시냅스내 세로토닌 수치를 증가시킨다.

## 같이 보기
- 길항제